# 門川町
門川町（かどがわちょう）は、宮崎県の町。東臼杵郡。宮崎県の県北地域に区分され、日向灘（太平洋）に面している。延岡市と日向市の間に位置しており、両市が新産業都市に指定されてからはベッドタウンとして発展している。
日向灘に面しており、漁業・水産加工業がさかんで釣りのメッカでもある。

## 地理
宮崎県の北部に位置し、県北部の中心都市でもある延岡市に隣接し延岡市中心部の南約15km、県庁所在地の宮崎市の北東約70kmの場所にある。町域の東側は日向灘に面している。東側の海岸は、日豊海岸国定公園に指定されている。今後発生が予見されている南海トラフ巨大地震の際には、町内の海岸に最大9mの津波が到達することが予想されている。
2005年の年平均気温は16.7度、総雨量は1622mm。
- 岬：桃源郷岬
- 河川：五十鈴川、鳴子川、丸バエ川
- 山：遠見山、駒瀬山、唐松山
- 海：日向灘、乙島、枇榔島

※地籍調査の進捗率は100%。（平成21年度末時点）

### 隣接する自治体
- 延岡市
- 日向市
- 東臼杵郡：美郷町

### 地名
- 庵川
- 加草
- 門川尾末
- 川内
- 西栄町1丁目～3丁目(1969年、門川尾末より独立)
- 東栄町1丁目～4丁目(1969年、門川尾末より独立)
- 平城西(1973年、門川尾末より独立)
- 平城東(1973年、門川尾末より独立)
- 上町1丁目～6丁目(1979年、門川尾末より独立)
- 中須1丁目～5丁目(1979年、門川尾末より独立)
- 本町1丁目～2丁目(1979年、門川尾末より独立)
- 栄ケ丘1丁目～3丁目(1981年、門川尾末より独立)
- 加草1丁目～5丁目(加草より独立、年不詳)
- 城ヶ丘(門川尾末より独立、年不詳)
- 須賀崎1丁目～5丁目(庵川より独立、年不詳)
- 宮ケ原1丁目～5丁目(門川尾末より独立、年不詳)
- 南ヶ丘1丁目～2丁目(2003年、門川尾末より独立)
- 南町1丁目～5丁目(2003年、門川尾末より独立)
- 庵川西1丁目～6丁目(2005年、庵川より独立)

## 歴史
江戸時代は延岡藩に属していた。廃藩置県後は延岡県→美々津県→宮崎県→鹿児島県と所属県が幾度と変更されたが、1883年（明治16年）5月の宮崎県再設置により宮崎県所属で落ち着いた。1884年（明治17年）には臼杵郡が分割され、現在の門川町域は東臼杵郡に属することとなった。

### 年表

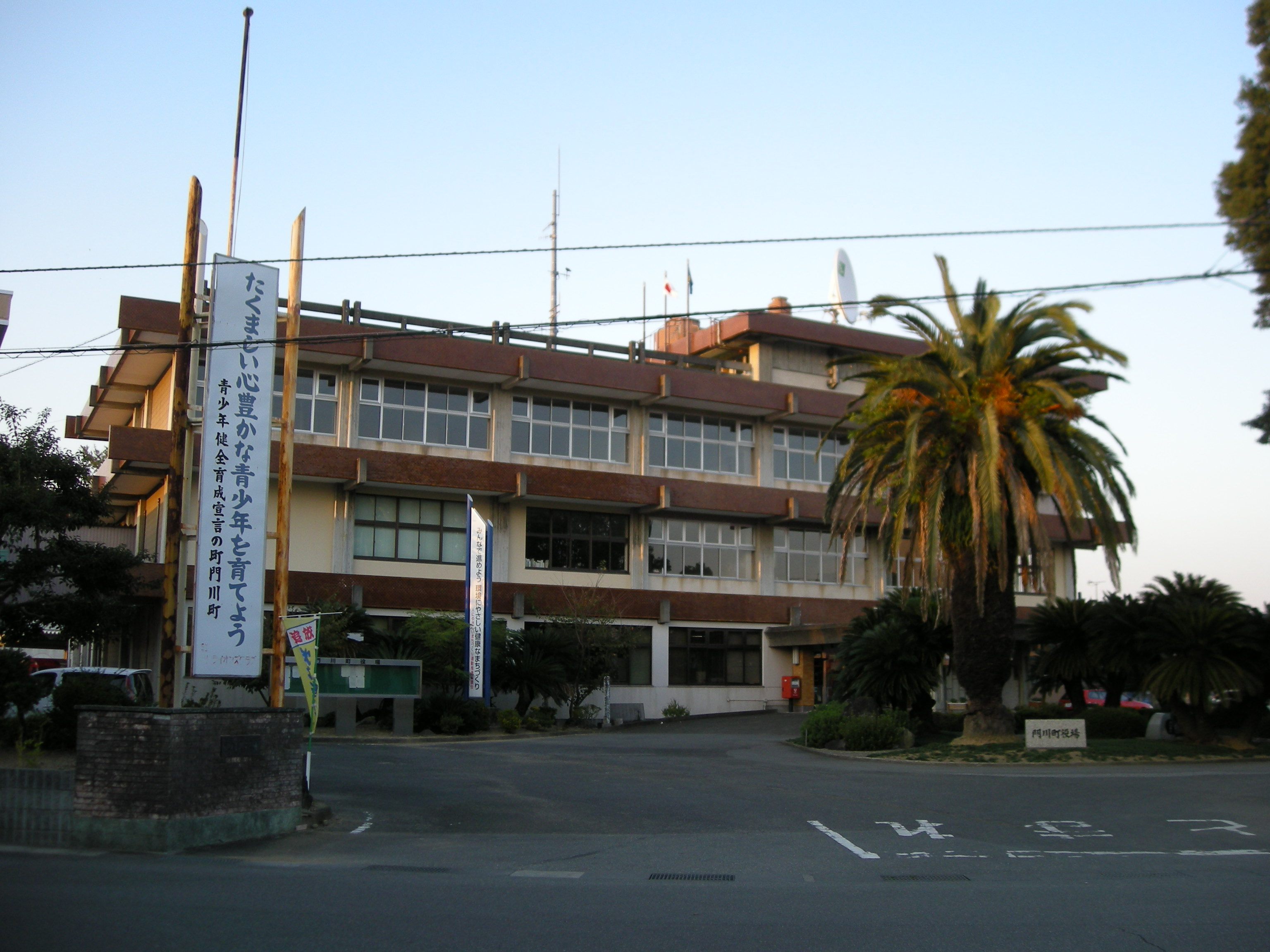
2021年4月までの役場庁舎

- 1889年（明治22年） - 町村制施行にともなって東臼杵郡門川村が発足。
- 1935年（昭和10年）2月11日 - 門川村が町制施行して門川町が発足。
- 2021年（令和3年）5月1日 - 町役場庁舎を本町1丁目1番地から平城東1番1号に移転[1]。同月6日より新庁舎での業務を開始[4][5]。

## 行政
- 現町長：山室浩二（2022年4月22日 - 、1期目）

### 歴代町長
|          | 氏名       | 就任年月日    |
| -------- | ---------- | ------------- |
| 初代村長 | 新操平     | 1889年6月13日 |
| 2代      | 佐伯演貞   | 1890年4月15日 |
| 3代      | 染矢与一   | 1898年3月28日 |
| 4代      | 直井孝友   | 1904年3月12日 |
| 5代      | 岩井五一郎 | 1904年8月16日 |
| 6代      | 多田源次郎 | 1921年7月27日 |
| 7代      | 小野龍吉   | 1929年3月11日 |
| 初代町長 | 小野龍吉   | 1935年2月11日 |
| 2代      | 米良重美   | 1944年9月21日 |
| 3代      | 岩井哲夫   | 1945年10月1日 |
| 4代      | 佐藤初知   | 1947年4月5日  |
| 5代      | 園田勘一   | 1951年4月23日 |
| 6代      | 白木次蔵   | 1952年6月20日 |
| 7代      | 姫野倉治   | 1954年6月7日  |
| 8代      | 金丸次蔵   | 1962年4月26日 |
| 9代      | 金丸親治   | 1982年4月22日 |
| 10代     | 米良成志   | 2002年4月22日 |
| 11代     | 曽川泉     | 2006年4月22日 |
| 12代     | 安田修     | 2010年4月22日 |
| 13代     | 山室浩二   | 2022年4月22日 |

議会
定数：14人

## 議会

### 国政
衆議院小選挙区選挙では宮崎2区（延岡・日向・西都・児湯郡・西臼杵郡・東臼杵郡）に属する。
- 任期 ： 2014年（平成26年）12月14日 － 2018年（平成30年）12月13日（「第47回衆議院議員総選挙」参照）

| 選挙区      | 議員名 | 党派名     | 当選回数 | 備考   |
| ----------- | ------ | ---------- | -------- | ------ |
| 宮崎県第2区 | 江藤拓 | 自由民主党 | 5        | 選挙区 |

### 宮崎県議会
本町と美郷町、諸塚村、椎葉村、で選挙区をなす。定数は1人。近年選出の議員は以下のとおり。
- 2019年4月
  - 安田厚生 (自由民主党)
- 2015年4月
  - 黒木正一 (自由民主党)

## 施設
警察
- 門川交番
- 西門川駐在所

消防
- 日向市消防本部（日向市に消防業務を委託）

特殊法人
- 特殊会社
  - 西日本高速道路株式会社九州支社延岡高速道路事務所 (加草)

郵便
- 日本郵便株式会社（集配局は日向郵便局）
  - 門川郵便局
  - 草川郵便局
  - 栄町郵便局
  - 西門川郵便局
  - 門川南町簡易郵便局
  - 門川栄町簡易郵便局

医療機関
- 宮崎県済生会日向病院
- 田中病院
- 白石病院

・木村歯科
環境・衛生
- 門川町清掃工場

## 人口
| |                                        |  |
| 門川町と全国の年齢別人口分布（2005年） | 門川町の年齢・男女別人口分布（2005年） |  |
| ■紫色 ― 門川町 ■緑色 ― 日本全国 | ■青色 ― 男性 ■赤色 ― 女性              |  |
| 門川町（に相当する地域）の人口の推移 \| 1970年（昭和45年） \| 15,540人 \| \| \| 1975年（昭和50年） \| 16,708人 \| \| \| 1980年（昭和55年） \| 18,533人 \| \| \| 1985年（昭和60年） \| 18,941人 \| \| \| 1990年（平成2年） \| 18,894人 \| \| \| 1995年（平成7年） \| 19,155人 \| \| \| 2000年（平成12年） \| 19,287人 \| \| \| 2005年（平成17年） \| 19,207人 \| \| \| 2010年（平成22年） \| 18,854人 \| \| \| 2015年（平成27年） \| 18,183人 \| \| \| 2020年（令和2年） \| 17,379人 \| \| |                                        |  |
| 総務省統計局 国勢調査より |                                        |  |
| 1970年（昭和45年） | 15,540人                               |  |
| 1975年（昭和50年） | 16,708人                               |  |
| 1980年（昭和55年） | 18,533人                               |  |
| 1985年（昭和60年） | 18,941人                               |  |
| 1990年（平成2年） | 18,894人                               |  |
| 1995年（平成7年） | 19,155人                               |  |
| 2000年（平成12年） | 19,287人                               |  |
| 2005年（平成17年） | 19,207人                               |  |
| 2010年（平成22年） | 18,854人                               |  |
| 2015年（平成27年） | 18,183人                               |  |
| 2020年（令和2年） | 17,379人                               |  |

## 教育

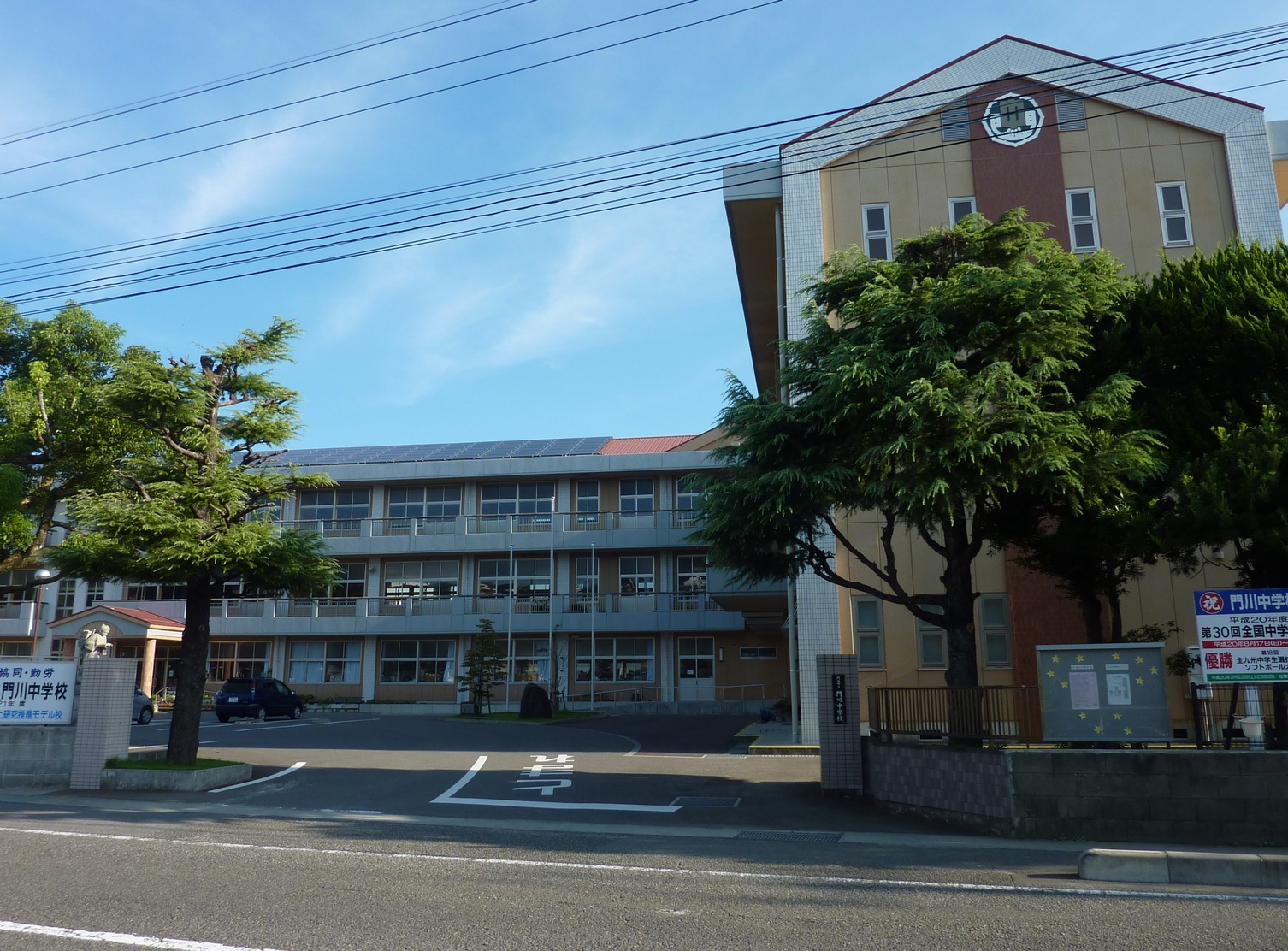
門川中学校

### 高等学校
- 宮崎県立門川高等学校

### 中学校
町立
- 門川中学校

### 小学校
町立
- 門川小学校
- 草川小学校
- 五十鈴小学校

### 幼稚園
私立
- 門川幼稚園
- 栄ヶ丘幼稚園

### 保育所
町立
- 中央保育所
- 平城保育所

私立
- 門川保育園
- 草川保育園
- いすず保育園
- 南町保育園
- さくらんぼ保育園

## 交通

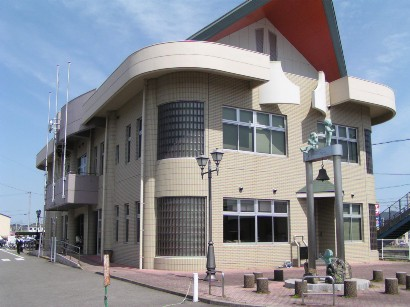
門川駅

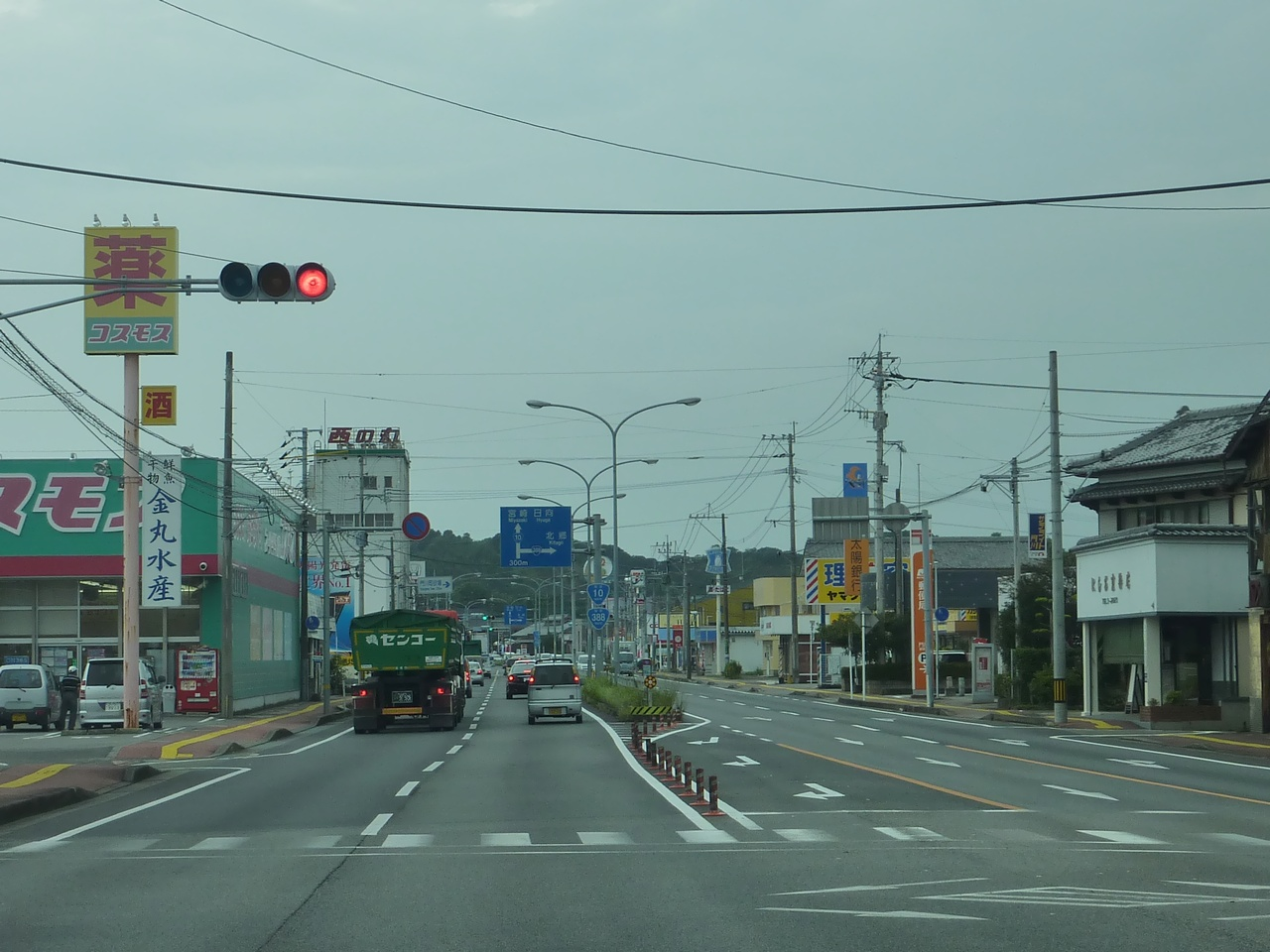
国道10号
（国道388号との重複区間）

南北に東九州の大動脈となる日豊本線・国道10号が通り、特に国道10号は町内のほぼ全域で4車線道路となっている。最寄り空港は宮崎空港。

### 鉄道
- 九州旅客鉄道（JR九州）
  - 日豊本線
    - 門川駅

### バス・乗合タクシー
- 宮崎交通（一般路線） - 延岡市と日向市を結ぶ路線と、日向市と美郷町を結ぶ路線が町内を経由する。
  - レーヨン - 延岡駅 - 南延岡 - 土々呂 - 鳴子橋 - 門川本町 - 北町 - 日向病院 - 江良中央通 - イオンタウン日向
  - イオンタウン日向 - 富島高校前 - 北町 - 日向病院 - 門川本町 - 門川駅前 - 小園 - 西門川 - 宇納間 - 小原
- かどっぴータクシー - 乗合タクシー。町内各地へ運行（日を限定して運行、定時定路線）。
- 高速バス - ハッコートラベルが福岡市との間を結ぶ高速バス「ハッコーライナー」を運行する。
  - キャナルシティ博多 - 門川本町

### 道路

#### 高速道路
高規格幹線道路
- E10 東九州自動車道（延岡南道路区間を含む）
  - 【延岡市】 - 門川TB - (24)門川IC - 門川BS - (24-1)門川南スマートIC - 【日向市】

※門川ICは延岡方面出入口のみのハーフインターチェンジである。また、門川南スマートICは日向・宮崎方面の出入口のみのハーフインターチェンジ（本線直結型のスマートインターチェンジ）である。

#### 一般国道
- 国道10号
- 国道388号

#### 県道

##### 主要地方道
町内には存在しない（1993年まで宮崎県道38号門川北郷線が存在した。→今の国道388号の一部）

##### 一般県道
- 宮崎県道225号八重原延岡線
- 宮崎県道226号土々呂日向線
- 宮崎県道229号門川停車場線
- 宮崎県道232号門川港線

## 経済

### 町内にある工業団地
- 竹名工業団地

### 町内に本社のある主な企業
- フォレストエナジー門川
- みずなが水産
- イチマル水産
- 金丸水産
- 近藤水産
- かね七ひもの店
- イチマル食品加工
- 鹿島園
- 黒木食品
- サンシールさの
- 松澤組
- 長谷川組
- 原田
- 森工務所
- 峰建築
- ひむか野菜光房
- 宮崎部品
- 西の丸
- アカダ電器製作所
- ニッケン
- 日向屋
- 安井
- 旭マルヰガス
- 堀工業
- 山本技研工業
- 宮崎絨毯
- 高橋自動車

※ 松野工業

### 町内に工場・事業所を置く主な企業
- 松野工業
- 黒木食品
- いすゞ自動車
- 三菱ふそう
- コマツ
- 林田石材店
- ダイボ石材店
- ダイレックス
- コメリ
- コスモス薬局

## 文化

### 文化施設

#### 図書館
- 門川町立図書館

#### 博物館
- 門川町立中央公民館展示室

#### ホール
- 門川町総合文化会館

### スポーツ施設
- 門川海浜総合公園
- 門川勤労者体育センター
- 門川町武道館
- クリエイティブセンター門川

### その他の施設
- かどがわ温泉「心の杜」
- 海遊物産館「うみすずめ」
- サテライト門川
- 門川町商工コミュニティセンター
- 門川町総合福祉センター
- 西門川総合活性化センター
- 五十鈴農産加工センター

### 祭事・催事
- 延岡西日本マラソン
- かどがわ健康ロードレース大会
- いきいきまちフェスティバル
- かどがわシーポートフェスティバル
- みんなと朝市
- かどがわ納涼花火大会

### 芸能
- 門川神楽
- 小園臼太鼓
- 庵川ばんば

### 名所・旧跡
- 日豊海岸国定公園
- 門川神社
- 尾末神社
- 中山神社
- 加草神社
- 門川城
- 永願寺、永願寺奥院
- 勝蓮寺
- 宝篋印塔
- 庵川窯跡
- 庵川観音堂
- 小松石塔群
- 岬権現
- 津々良の滝
- 小園井堰
- 遠見山森林公園
- 桃源郷岬
- 岬権現
- 保井ヶ浜
- 枇榔島
- 乙島

## 文化財

### 日本国指定文化財

#### 天然記念物
- カンムリウミスズメ（枇榔島）
- カラスバト（枇榔島・乙島）

### 宮崎県指定文化財

#### 天然記念物
- 門川のウスギモクセイ（小松地区）

#### 史跡
- 門川古墳1号
- 門川古墳6号

#### 名勝
- 乙島

### 門川町指定文化財

#### 天然記念物
- 庵川露頭

#### 史跡
- 門川城跡
- 庵川窯跡

#### 有形文化財
- 永願寺薬師如来坐像
- 園田家文書
- 勝蓮寺天井画（岡部南圃作）

#### 無形民俗文化財
- 小園臼太鼓踊
- 尾末だんじり
- 門川神楽

## 門川町出身の有名人
- 江藤拓（衆議院議員・元農林水産大臣）
- 岡田直敏（日本経済新聞社会長、前社長）
- 梶原康司（元プロ野球選手、元パナソニック野球部監督）
- 田中大豊（プロ野球選手、現宮崎サンシャインズ選手)
- 水永翔馬（元プロサッカー選手、現ヴィアマテラス宮崎監督）
- 塚田亜希子（女子プロサッカー選手、現ヴィアマテラス宮崎所属）
- 柳田和洋（テゲバジャーロ宮崎創始者、ヴィアマテラス宮崎ゼネラルマネージャー）
- 倉石圭二（V・ファーレン長崎トップコーチ、テゲバジャーロ宮崎元監督）
- 原田祐光（空手家、ボディビルダー）
- 黒木理帆（女子ラグビー選手、東京五輪日本代表）
- 山形理沙子（元バレーボール選手）
- 松本翔（マラソン選手）
- 坂本大記（柔道選手）
- 小池夏美（タレント・フリーアナウンサー）
- 山本聡美（早稲田大学教授）
- 鹿島勇（神奈川歯科大学理事長）
- 奈須敬二（海洋学者）
- 赤澤伊太郎（実業家、貴族院議員）
- 米良祐次（戦国武将）

## 門川町にゆかりのある人物
- 江藤隆美（元衆議院議員、門川町名誉町民）
- 後藤勇吉（航空黎明期の民間パイロット、門川湾で飛行訓練を行う）
- 博多大吉（お笑い芸人、妻が門川町出身）
- 藤崎祐貴（テレビ宮崎アナウンサー、祖父母が門川町在住）
- 山崎直人（宮崎放送アナウンサー、祖父母が門川町在住）

## 名産品・工芸品
- 門川金鱧
- 牧山みかん
- 高糖度トマト
- 平兵衛酢
- 庵川焼